# Иницијатива одоздо
Иницијатива са локалног нивоа је теоретски приступи и методологије у којима су активни учесници корисници услуга на локалном нивоу. Савремен приступ развоју одрживих локалних услуга у социјалном раду или организовању јавне администрације препоручује иницијативе са локалног нивоа.